# Ares I
Ares I var en rymdraket utvecklad av NASA som en del i Constellationprogrammet, men Constellationprogrammet lades ned 2010 och i och med det lades även raketprojektet Ares ned.
NASA planerade att använda Aresraketen för uppskjutningen av amerikanska rymdfärjans ersättare. Raketen var planerad som en tvåstegsraket, med en kapsel, Orion för persontransport monterad i toppen. 
Aresraketen var också planerad för att kunna leverera resurser och förråd till bland annat Internationella rymdstationen. 
Längst fram hade den en räddningsraket som skulle skjutas ut om det skedde något missöde vid uppskjutningen. Detta för att gardera sig mot olyckor av den typ som skedde vid uppskjutningen av rymdskytteln Challenger.
Raketens första steg var ett fastbränsle steg, bestående av 4 till 5 segment. Raketens andra steget var vätskebaserat och drivet av en J-2X raketmotor.
En provflygning med en prototyp (Ares I-X) skedde från Kennedy Space Center klockan 11.30 (lokal tid) den 28 november 2009.